# Cai Tongtong
Pour les articles homonymes, voir Cai.
Dans ce nom chinois, le nom de famille, Cai, précède le nom personnel.
Cai Tongtong (née le 7 février 1990 à Wenzhou) est une gymnaste rythmique chinoise.

## Biographie
Cai Tongtong remporte aux Jeux olympiques d'été de 2008 à Pékin la médaille d'argent par équipe avec Chou Tao, Lu Yuanyang, Sui Jianshuang, Sun Dan et Zhang Shuo.

## Palmarès

### Jeux olympiques
- Pékin 2008
  -  médaille d'argent par équipe.